# Magic Fly (singolo)
Magic Fly è un singolo del gruppo musicale francese Space, pubblicato nel 1977 come estratto dal loro primo omonimo album.

## Descrizione
Magic Fly venne composta da Didier Marouani degli Space su richiesta dell'astrologa Elisabetta Teissier per un suo programma televisivo mai andato in onda. Si tratta di uno strumentale per sintetizzatori che fonde rock progressivo, space rock e disco music elettronica ispirandosi a Daddy Cool dei Boney M. e Popcorn di Gershon Kingsley.

## Classifiche
Magic Fly ebbe grande successo in tutta Europa e riuscì a entrare nelle top 5 di Francia (#4), Italia,(#5) Germania (#1), Austria (#3) e Svizzera (#1). Venne certificata disco d'oro in Germania e disco d'argento nel Regno Unito.